# 나가사와 슌
나가사와 슌(일본어: 長沢 駿, 1988년 8월 25일 ~ )는 일본의 축구 선수이다.

## 구단 경력
그는 2007년부터 J리그의 시미즈 에스펄스, 로아소 구마모토, 교토 상가 FC, 마쓰모토 야마가 FC, 감바 오사카, 비셀 고베, 베갈타 센다이, 오이타 트리니타에서 뛰었다.